# Santa Ana Maya
Santa Ana Maya è un comune del Messico, situato nello stato di Michoacán, il cui capoluogo è la località omonima.